# Anta e Guetim
Pour les articles homonymes, voir Anta (homonymie).
Anta e Guetim est une paroisse civile portugaise (en portugais : freguesia) de la municipalité d'Espinho dans le district d'Aveiro. Elle est créée en 2013, par fusion des paroisses d'Anta et Guetim.

## Histoire
La paroisse est créée par la loi no 11-A/2013 du 28 janvier 2013 portant réorganisation administrative du territoire des freguesias, en fusionnant les paroisses d'Anta et Guetim. Son nom officiel est União das Freguesias de Anta e Guetim et son siège est fixé à Anta.

## Démographie
Lors du recensement de 2021, Anta e Guetim compte 11 376 habitants. C'est ainsi la paroisse la plus peuplée de la municipalité d'Espinho, qui totalise 31 043 habitants, devant la paroisse d'Espinho (10 432 habitants).